# Ступень линейного трансформатора
Ступе́нь лине́йного трансформа́тора (LTD-ступень, от англ. Linear Transformer Driver) — индукционный генератор высоковольтных и сильноточных импульсов, принцип действия которого основан на законе электромагнитной индукции Фарадея, согласно которому на концах токопроводящей петли, пронизываемой переменным во времени потоком магнитной индукции Ф(t), индуцируется электродвижущая сила ε(t), пропорциональная скорости изменения потока Ф(t). Конструктивно LTD-ступень представляет собой металлический корпус (чаще всего это тороидальная оболочка с разрезом на внутреннем диаметре тора), который называется индуктором. Внутри индуктора LTD-ступени расположен первичный накопитель энергии этой ступени в виде батареи высоковольтных конденсаторов, включённых параллельно, при этом в каждой ветви батареи имеется свой коммутатор — газовый разрядник. При одновременном срабатывании этих разрядников формируется выходной импульс, который прикладывается к разрезу на внутреннем диаметре LTD-ступени.
LTD-ступень можно рассматривать как трансформатор c одним первичным витком (вокруг сердечника) и одним вторичным витком (в виде индуктора), а можно — как прямой разряд эквивалентной ёмкости С = NCi батареи из N конденсаторов с ёмкостью Ci на нагрузку R, включённую параллельно импедансу сердечника.
Поскольку первичный контур расположен внутри LTD-ступени, его удобнее строить на конденсаторах с относительно небольшими размерами. Уменьшение размера конденсатора означает снижение его ёмкости, и это даёт разрядному контуру LTD-ступени то преимущество, что при малой ёмкости его выходной импульс может быть достаточно коротким (~ 100-200 нс на полувысоте). Это позволяет создавать LTD-генераторы прямого действия, которые формируют на нагрузке импульс 100-нс диапазона длительности без использования каких-либо промежуточных (емкостных или индуктивных) накопителей энергии.
Первые LTD-ступени (микросекундного диапазона длительности выходного импульса) были разработаны в Институте Сильноточной Электроники СО РАН (г. Томск) в 1995 году академиком РАН Ковальчуком Борисом Михайловичем. Концепция LTD-ступеней, предложенная Борисом Ковальчуком, в которой первичные накопительные конденсаторы и разрядники были интегрированы непосредственно в структуру LTD без каких-либо кабелей в разрядной цепи, стала первым важным шагом на пути к развитию технологии LTD.
В 2000 году доктор технических наук, профессор, ведущий научный сотрудник Института Сильноточной Электроники Сибирского отделения РАН Ким Александр Андреевич предложил и экспериментально продемонстрировал возможность создания мощных первичных накопителей на основе линейных трансформаторов с временем вывода энергии ~100 нс.

## Разновидности LTD-ступеней
По длительности выходного импульса тока выделяют LTD-ступени микросекундного диапазона длительности (называемые медленными LTD-ступенями) и 100-нс диапазона длительности (называемые быстрыми LTD-ступенями). По форме выходного импульса тока выделяют стандартные LTD-ступени с импульсом колоколообразной формы, и LTD-ступени с квазипрямоугольным (от лат. quas(i) «наподобие», «нечто вроде») выходным импульсом (называемые Square Pulse LTD). По типу изоляции LTD-ступени делятся на ступени с воздушной изоляцией и масляной. Также существует классификация по максимальной амплитуде выходного импульса тока.
В качестве примера медленной LTD-ступени можно привести ступень LTD-1000. Её индуктор имеет форму не тороида, а прямоугольного параллелепипеда с цилиндрическим отверстием посередине, где располагается разрез этого индуктора. Первичный контур этой ступени состоит из двух конденсаторов с ёмкостью 3.95 мкФ каждый (с внутренней индуктивностью 10 нГн), которые разряжаются каждый через свой разрядник. Разрез индуктора герметизирован изолятором для разделения его внутреннего объёма, заполненного сухим воздухом с давлением до 3-х атмосфер, от объёма выходной вакуумной коаксиальной линии.
В качестве примера быстрой LTD-ступени можно привести ступень LTD-100. Ступень содержит 18 конденсаторов с зарядным напряжением 100 кВ, ёмкостью 40 нФ и индуктивностью 25 нГн, разбитых на 9 идентичных пар. Конденсаторы каждой пары заряжаются в разной полярности до напряжения ±100 кВ и коммутируются собственным газовым разрядником на нагрузку. Блок, состоящий из двух парных конденсаторов, газового разрядника и соединительных шин получил название LTD-секция.
Идея такой быстрой LTD-ступени была основана на том факте, что эквивалентная электрическая схема LTD-ступени представляет собой RLC-контур и поэтому время нарастания её выходного импульса определяется временной постоянной этого контура, равной (LC)1/2. Уменьшить время нарастания импульса можно двумя путями: уменьшением индуктивности эквивалентного контура и/или уменьшением его ёмкости. Уменьшение индуктивности ограничено конструкцией и элементной базой ступени, поэтому радикального уменьшения времени нарастания выходного импульса можно добиться только снижением емкостей накопительных конденсаторов ступени. Однако если уменьшать ёмкость конденсаторов ступени, то для сохранения количества запасённой энергии в ступени, количество его параллельных LC-контуров следует увеличить. Отличительной особенностью таких ступеней является то, что они позволяют получать мощные импульсы наносекундной длительности без использования промежуточных накопителей энергии, поскольку промежуточные накопители нужны только тогда, когда импульс с требуемой энергией и длительностью нельзя получить на выходе первичного накопителя.
Самая мощная из быстрых ступеней LTD, разработанная к 2020 году, называется ступень 1МА LTD. Она имеет мощность 100 ГВт и позволяет получить на согласованной нагрузке 0.1 Ом ток около 1 МА, нарастающий приблизительно за 100 нс. Первичный контур этой ступени содержит 80 конденсаторов с ёмкостью 40 нФ, которые разбиты на 40 пар. Конденсаторы каждой пары заряжаются в противоположной полярности до напряжения ±100 кВ и включаются в разрядный контур ступени многозазорным искровым газовым разрядником. Для изоляции элементов внутри ступени вся её внутренняя полость заполняется трансформаторным маслом. Её диаметр равен примерно 3 м, длина вдоль оси выходной линии ~ 25 см.
Электрические параметры ступени 1MA LTD таковы, что уже сейчас её можно рассматривать как основной элемент импульсного LTD-генератора для инерциального управляемого термоядерного синтеза,. Причём, поскольку LTD-ступени включают первичные контуры, то LTD-генератор более компактен по сравнению с другими типами генераторов со сравнимыми параметрами. Так, например, LTD-генератор с выходным током 1 МА и мощностью 1 ТВт занимает площадь лишь 8 м2. Для сравнения, объём, занимаемый масляным баком установки AURORA, составляет около 12000 м3, что ровно в 100 раз больше, чем LTD-генератор с почти такими же параметрами. В настоящее время в Национальных Лабораториях Сандия (Sandia National Laboratories, SNL, США) исследуется возможность создания генератора мощностью 1000 ТВт на основе LTD-ступеней.
Обычные быстрые LTD-ступени ввиду того, что их эквивалентная схема представляет собой RLC-контур, позволяют получать выходной импульс колоколообразной формы. Область применения такого импульса очень широка: импульсная термоядерная энергетика, генерирование мощных рентгеновских импульсов, накачка активных сред лазеров и др. Однако в некоторых применениях, таких как импульсная рентгенография, питание Z-пинчей, СВЧ-генераторах высокой мощности более предпочтительным является импульс с плоской, нарастающей либо спадающей вершиной. Получить импульс такой формы можно с помощью быстрых LTD-ступеней с квазипрямоугольным выходным импульсом, такие ступени получили название Square Pulse LTD.
Идея формирования импульса прямоугольной формы в LTD-ступени основана на теореме Фурье, которая утверждает, что сигнал любой формы может быть повторён наложением ряда синусоидальных (и косинусоидальных) гармоник — этот ряд получил название ряда Фурье. Выходной импульс тока в LTD-ступени может иметь квазипрямоугольную форму при условии, что секции в ступени будут двух разных видов: часть из них стандартные секции, выдающие в нагрузку ток с частотой ω1, который обеспечивает основную энергию в нагрузку, а другая часть — модифицированные секции, выдающие в нагрузку ток с частотой 3ω1, который сглаживает выходной импульс в его верхней части, придаёт ему прямоугольную форму и уменьшает времена нарастания и спада этого импульса.

Ступень Square Pulse LTD испытывалась с различными количествами стандартных (s) и модифицированных (m) секций. Конфигурации условно обозначаются как 2s + 2m, 4s + 2m, 6s + 2m, 6s + 3m и т. д. Возможность регулировать задержку срабатывания отдельной секции даёт возможность регулирования формы выходного импульса всей ступени (наклона его плоской вершины).

## LTD-генераторы
Последовательное включение LTD-ступеней образует индукционный LTD-генератор, при этом на оси ступеней располагается выходной электрод, подключённый к нагрузке. Этот электрод является внутренним электродом выходной линии генератора, внешний электрод этой линии образуют внутренние поверхности самих LTD-ступеней. Такой LTD-генератор называется LTD-модулем.
В 2004 году быстрые LTD-ступени были доставлены из ИСЭ СО РАН в SNL (США) в составе модуля на 1 МВ и 125 кА. Ещё 14 укомплектованных ступеней были сформированы в ускоритель URSA Minor, который успешно работал для радиографических применений. Первым генератором с нагрузкой в виде Z-пинча, созданным с использованием технологии LTD, был ускоритель SPHINX в Исследовательском Центре Грама (Centre d’ Etude de Grammat), Франция.
Имеется возможность объединения нескольких LTD-модулей в одну установку.
Например, проект LTD-генератора для инерциального управляемого термоядерного синтеза имеет первичный накопитель, выполненный в виде последовательной сборки быстрых LTD-ступеней, который разряжается на экспоненциальные передающие линии (то есть передающие линии с экспоненциальным профилем волнового сопротивления). Весь объём выходных линий LTD-генераторов и экспоненциальных передающих линий заполнен деионизованной водой. По этим линиям импульс от LTD-ступеней поступает на проходной изолятор «вода-вакуум», разделяющий участок с водной изоляцией от участка с вакуумной изоляцией. За этим изолятором расположены передающие линии с магнитной самоизоляцией. По ним энергия поступает на нагрузку в виде Z-пинча (в верхней части вакуумной секции).
На 2020 год наиболее мощной машиной, использующей технологию LTD, является термоядерный мощный импульсный модуль М-50, о котором впервые сообщается в работе L. Chen и др. «Development of a fusion-oriented pulsed power module». Машина М-50 состоит из 50 идентичных LTD-ступеней и выходной коаксиальной линии с вакуумной изоляцией.
В ней LTD-ступени разделены на пять групп, каждая из которых состоит из десяти последовательных ступеней и имеет длину 2.7 м. Эти группы разделены коническими линиями длиной 0.8 м. Внутренний электрод линии — катод общей длиной 20 м и массой 2400 кг; его диаметр постоянен вдоль каждой группы из десяти полостей. Этот катодный электрод выполнен в виде конструкции с компенсацией силы тяжести; его максимальный измеренный эксцентриситет составляет 1.48 мм. Все 50 ступеней уже построены и испытаны в режиме с согласованной нагрузкой 0.09 Ом. Модуль M-50 — это один из 60 модулей термоядерной импульсной энергетической установки с общей накопленной энергией 96 МДж, из которых 12.3 МДж будут преобразованы в кинетическую энергию Z-пинча при его имплозии.